# Nizamüddin Ahmed Pascià
Mahmudoğlu Nizamüddin Ahmed Pascià (1281 – 25 gennaio 1380) è stato un politico ottomano, secondo gran visir dell'impero ottomano dal 1331 al 1348..